# James Dean Bradfield
James Dean Bradfield (* 21. Februar 1969 in Newport, Monmouthshire) ist ein britischer Musiker und Sänger. 

## Leben und Wirken
International bekannt wurde Bradfield ab 1992 als Frontmann und Gitarrist der Manic Street Preachers. Zusammen mit seinem Cousin Sean Moore komponiert er die Musik für die Band. Neben der Arbeit mit den Manic Street Preachers sang er Duette mit Tom Jones und Kylie Minogue. 2006 erschien ein Soloalbum.
Bradfield wurde als Sohn von Sue und Monty Bradfield, einem Zimmermann und überzeugtem Gewerkschafter, geboren. Ursprünglich sollte er Clint Eastwood Bradfield heißen, allerdings wehrte sich seine Mutter und sie einigten sich auf James Dean. Im Juli 2004 heiratete er Mylene Halsall. 

## Diskografie
- 2006: The Great Western
- 2020: Even in Exile